# 長崎市立神浦小学校
長崎市立神浦小学校（ながさきしりつ こうのうらしょうがっこう、Nagasaki City Konoura Elementary School）は、長崎県長崎市神浦向町にある公立小学校。

## 概要
歴史
1873年（明治6年）に「神浦小学校」として創立。2013年（平成25年）に創立140周年を迎えた。
校章
鏡を背景にして、「水」の文字を置いている。
校歌
作詞は関口政治、作曲は山崎博生による。歌詞は3番まであり、1番に校名の「神浦」が登場する。
校区
上大野町、神浦江川町、神浦扇山町、神浦上大中尾町、神浦上道徳町、神浦北大中尾町、神浦口福町、神浦下大野町、神浦下大中尾町、神浦夏井町、神浦丸尾町、神浦向町、下大野町
中学校区は長崎市立外海中学校。

## 沿革
- 1873年（明治6年）- 学制に基づき、旧藩時代の庄屋を修理した建物を仮校舎にして「神浦小学校」が開校。 初代校長に広田徳蔵が就任。
- 1877年（明治10年）6月 -  大野・大中尾・池島に分教場を設置。
- 1886年（明治19年）4月 - 小学校令により、「神浦尋常小学校」に改称。修業年限を4ヶ年とする。
- 1890年（明治23年）- 大野・大中尾の2分教場が分離し、それぞれ大野尋常小学校・大中尾小学校として独立。
- 1894年（明治27年）- 校舎新築工事のため、池田酒造倉庫を借用し仮校舎とする。
- 1895年（明治28年）2月22日 - 新校舎が完成。
- 1903年（明治36年）
  - 3月 - 校舎2棟を増築。
  - 9月 - 高等科（2ヶ年）を併設し、「神浦尋常高等小学校」と改称（尋常科4年・高等科2年）。大野と大中尾の尋常小学校2校を統合し、再び分教場とする。
  - 10月 - 大野分教場と大中尾分教場の校舎が完成。
- 1908年（明治41年）4月 - 小学校令の改正により、尋常科6年・高等科2年となる。
- 1915年（大正4年）4月1日 - 旧・神浦村役場を修繕し、仮校舎とする。
- 1917年（大正6年）1月 - 教室を増築。
- 1936年（昭和11年）8月 - 校舎を増築。
- 1941年（昭和16年）4月1日 - 国民学校令の施行により、「神浦村国民学校」と改称（初等科6ヶ年・高等科2ヶ年・特修科1ヶ年）。
- 1947年（昭和22年）4月1日 - 学制改革（六・三制）が行われる。
  - 神浦村国民学校の初等科（6ヶ年課程）を改組し、「神浦村立神浦小学校」とする。分教場を分校とする。
  - 神浦村国民学校の高等科（2ヶ年課程）・特修科を改組し、神浦村立神浦中学校（新制中学校）とする。当面の間、小学校に併設する。
- 1955年（昭和30年）2月11日 - 神浦村と黒崎村の2村合併により外海村が発足したため、「外海村立神浦小学校」に改称。
- 1959年（昭和34年） 4月1日 - 池島分校が分離し、外海村立池島小学校として独立。
- 1960年（昭和35年）5月3日 - 外海村の町制施行により外海町が発足したため、「外海町立神浦小学校」に改称。
- 1961年（昭和36年）5月18日 - 神浦向郷に新校舎が完成し、移転を完了。これにより神浦中学校との併設を解消。
- 1964年（昭和39年）11月6日 - ミルク給食を開始。
- 1966年（昭和41年）4月1日 - 特殊学級を設置。
- 1967年（昭和42年）2月16日 - 大中尾分校を扇山に移転し、扇山分校とする。
- 1968年（昭和43年）8月10日 - プールが完成。
- 1969年（昭和44年）3月31日 - 大野分校を廃止。
- 1970年（昭和45年）1月9日 - 完全給食を開始。
- 1972年（昭和47年）12月 - 体育館が完成。
- 1974年（昭和49年）5月4日 - 創立100周年記念式典を挙行。
- 1985年（昭和60年）3月31日 - 扇山分校を廃止。
- 2005年（平成17年）1月4日 - 外海町が長崎市に編入されたことに伴い、「長崎市立神浦小学校」（現校名）に改称。

## アクセス
最寄りのバス停
- 長崎市コミュニティバス 外海線 「神浦小学校前」バス停
- 長崎自動車（長崎バス）「神の浦橋」バス停

最寄りの国道・県道
- 国道202号
- 長崎県道57号神ノ浦港長浦線

## 周辺
- 長崎市役所外海行政センター
- 神浦郵便局
- 長崎市立神浦中学校
- 神浦・黒崎小中学校給食共同調理場
- 神浦川

## 同名の小学校
- 佐世保市立神浦小学校（宇久島）

## 参考資料
- 「外海町史」（外海町役場、1974年（昭和49年）10月1日発行）

## 関連事項
- 長崎県小学校一覧